# Ударна іонізація
Уда́рна іоніза́ція — фізичне явище, що полягає в іонізації атома при зіткненні з електроном (або іншою легкою частинкою — наприклад, позитроном або «діркою»). Явище може спостерігатися як у газах, так й у твердих тілах (зокрема, в напівпровідниках).
У газах ударна іонізація важлива для підтримання самостійного електричного розряду.
У напівпровідниках електрон або «дірка», що набули досить високої кінетичної енергії в сильному електричному полі, можуть іонізувати кристал і створити в ньому електронно-діркову пару. Для іонізації напівпровідника енергія гарячого носія має перевищувати ширину забороненої зони.